# Microrrede
As microrredes ou microgradas são sistemas de distribuição de eletricidade que contêm cargas e recursos de energia distribuídos (como geradores distribuídos, dispositivos de armazenamento ou cargas controláveis) que podem ser operados de forma controlada e coordenada, quando conectado à  rede de energia principal ou isolada. A micro-rede de energia local pode se desconectar da rede tradicional e operar de forma autônoma.